# 埃爾索韋維奧

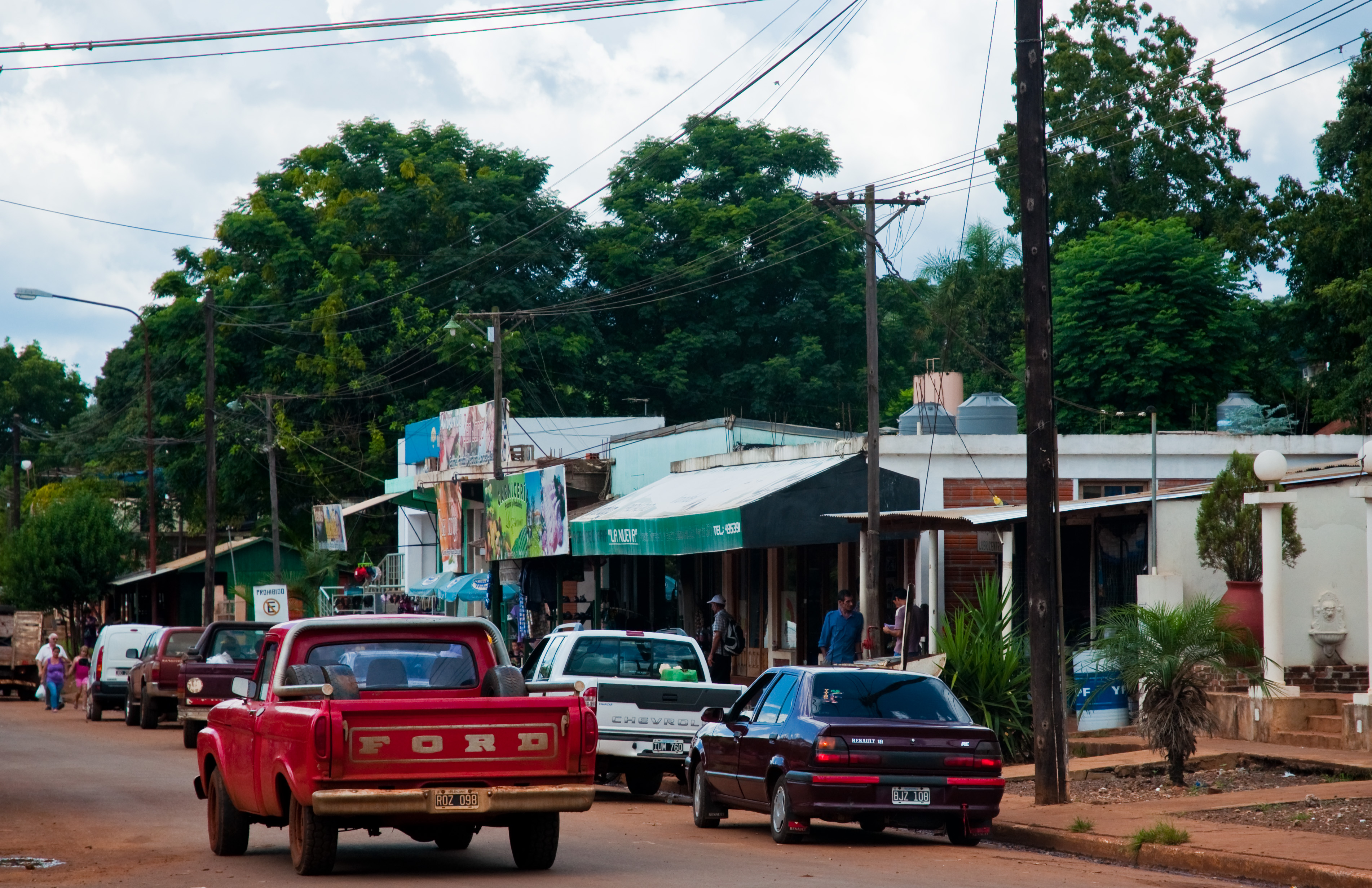
埃爾索韋維奧

埃爾索韋維奧（西班牙語：El Soberbio），是阿根廷的城鎮，位於該國東北部米西奧內斯省，是瓜拉尼縣的首府，處於烏拉圭河右岸，海拔高度184米，2001年人口3,732。
27°18′S 54°13′W / 27.300°S 54.217°W